# Club Deportivo Don Benito
O Club Deportivo Don Benito é um clube de futebol espanhol da cidade de Don Benito, localizada na província de Badajoz, Estremadura.

## História e dados gerais
O Club Deportivo Don Benito foi fundado em 1928. Desde então, esteve integrando as divisões inferiores do Campeonato Espanhol de Futebol, tendo estado a maior parte das temporadas na Tercera División (Quarta Divisão Espanhola). O Don Benito esteve em três temporadas diferentes na terceira categoria do Campeonato Nacional, a Segunda Divisão B: as temporadas 1988-89, 2000-01 y 2004-05. Nesta última alcançou sua melhor colocação histórica: 18º colocado do Grupo 4 , posição que, no entanto, não lhe serviu para se manter nessa categoria.
Desde a temporada 97-98, o Don Benito anualmente se coloca entre os principais candidatos a subir de categoria, tendo se classificado para um dos quadrangulares finais todos esses anos, sendo que conseguiu subir em duas ocasiões. Suas campanhas mais recentes na Quarta Divisão foram as seguintes: na temporada 02-03, vice-campeão do Grupo XIV; na temporada 03-04, campeão do Grupo XIV (nesta ocasião, também venceu o quadrangular de acesso); na temporada 05-06, terceiro colocado do Grupo XIV; na temporada 06-07, vice-campeão do Grupo XIV; e na temporada 07-08, campeão do Grupo XIV.
O clube calabazón (apelido de quem nasce na cidade de Don Benito; em português “abóborona”) também já teve a oportunidade de participar da Copa del Rey. Nesta competição, o Don Benito recebeu em 2004 em casa o Málaga, da Primeira Divisão, que venceu a partida por 2 a 0, eliminando o clube local.
O Don Benito usa o Estádio Municipal de Don Benito (inaugurado em 1957 em partida do clube local contra o Atlético de Madrid ) como sede de seus jogos em casa. O estádio passou por reformas em 2001, quando foram feitas melhorias nas arquibancadas. Possui uma pista de atletismo sintética, utilizada pelo clube de atletismo da cidade para treinos e competições e também para aquecimento dos jogadores.
Pela proximidade de Don Benito e Villanueva de la Serena (apenas 6 km), a partida entre as equipes das duas cidades é a de maior rivalidade das comarcas de Vegas Altas e La Serena, pois é o confronto entre os principais centros econômicos dessa região da Estremadura. Esse clássico regional é chamado de Derby de Vegas Altas.

## Uniforme
- Uniforme titular: Camiseta branca com listras vermelhas, calção azul, meias vermelhas.
- Uniforme alternativo: Camiseta branca, calção preto, meias pretas.
- Patrocinadores: Alsat e Fomento Las Cumbres
- Fornecedor: Puma

## Dados Gerais

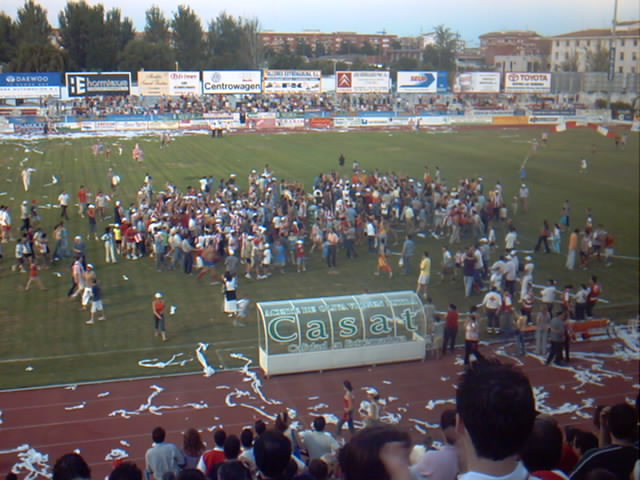
Comemoração da torcida após acesso à Segunda Divisão B em 2004.

- Temporadas na 1ª:0
- Temporadas na 2ª:0
- Temporadas na 2ªB: 3
- Temporadas na 3ª: 42
  - Campão de grupo: 7 [11]
  - Vice-campeão de grupo: 7
- Melhor posição: 18º (2ªB/04-05)

| Temporada | 1ª | 2ª | 2ªB      | 3ª        | Pref. | 1ª Rg. |
| --------- | -- | -- | -------- | --------- | ----- | ------ |
| 07-08     | _  | _  | _        | 1º(G.14)  | _     | _      |
| 06-07     | _  | _  | _        | 2º(G.14)  | _     | __     |
| 05-06     | _  | _  | _        | 3º(G.14)  | _     | _      |
| 04-05     | _  | _  | 18º(G.4) | _         | _     | _      |
| 03-04     | _  | _  | _        | 1º(G.14)  | _     | _      |
| 02-03     | _  | _  | _        | 2º(G.14)  | _     | _      |
| 01-02     | _  | _  | _        | 2º(G.14)  | _     | _      |
| 00-01     | _  | _  | 19º(G.4) | _         | _     | _      |
| 99-00     | _  | _  | _        | 2º(G.14)  | _     | _      |
| 98-99     | _  | _  | _        | 3º(G.14)  | _     | _      |
| 97-98     | _  | _  | _        | 10º(G.14) | _     | _      |